# いいかねPalette
いいかねPalette（いいかねパレット）は、2017年4月に福岡県田川市猪国にある旧猪位金小学校を利活用して出来た複合施設。本格的な音楽スタジオや宿泊施設を完備しており、イベント等の催しも行われている。また、長期での滞在も可能となっており、全国からクリエイターなどが集まる場所となっている。

## 概要
元よしもとクリエイティブ・エージェンシー所属でお笑いコンビ「ギチ」のメンバーでもある樋口聖典と実業家の大井忠賢が中心となり、2017年4月田川市の旧猪位金小を活用したプロポーザル・コンペにて採用された多機能型交流施設として「いいかねPalette」を始動。